# Noddy
De noddy (Anous stolidus) is een zeevogel uit de familie van de meeuwen (Laridae). De wetenschappelijke naam van de soort werd in 1758 als Sterna stolida gepubliceerd door Carl Linnaeus.
De wetenschappelijke naam stolidus/a is afkomstig uit het Latijn en betekent 'dwaas'. Linnaeus schrijft, op basis van het werk van Hans Sloane en Mark Catesby dat deze zeevogels 'dom' zijn, en nauwelijks bang voor naderende mensen, door wie ze zich gewoon laten pakken.

## Verspreiding en leefgebied
De noddy is grootste soort uit het geslacht Anous. Noddy’s zijn tropische zeevogels van de Hawaïaanse eilanden, Australië, de Rode Zee, de Seychellen, de Indische Oceaan en de Atlantische Oceaan. De vogels nestelen en broeden in grote kolonies voor de kust. 
Er worden vier ondersoorten onderscheiden:
- A. s. pileatus: Rode Zee, Indische Oceaan oostelijk via de Grote Oceaan tot Hawaï en Paaseiland.
- A. s. galapagensis: Galapagoseilanden.
- A. s. ridgwayi: de eilanden nabij westelijk Mexico tot westelijk Costa Rica.
- A. s. stolidus: de eilanden van de Caraïben en het tropisch Atlantisch gebied.

## Status
De noddy heeft een groot verspreidingsgebied en daardoor alleen al is de kans op uitsterven uiterst gering. De grootte van de populatie is in 2020 geschat op 0,8-14 miljoen exemplaren. Er is geen aanleiding te veronderstellen dat de soort in aantal achteruit gaat. Om deze redenen staat de noddy als niet bedreigd op de Rode Lijst van de IUCN.